# Републикански път III-5002
Републикански път IIІ-5002 е третокласен път, част от Републиканската пътна мрежа на България, преминаващ изцяло по територията на област Габрово. Дължината му е 16,7 km.
Пътят се отклонява надясно при 140,4 km на Републикански път I-5 в южната част на село Донино, преминава през селото и се насочва на север, като пресича източната част на платото Стражата. Преминава през селата Велковци и Скалско и се спуска в дълбоката каньоновидна долина на река Янтра. Пресича реката, минава през източната част на село Славейково и в южната част на село Гостилица се свързва с Републикански път III-609 при неговия 80,2 km.
| Пътища, отклоняващи се надясно (населено място, № на пътя, посока на пътя) | km   | Пътища, отклоняващи се наляво (посока на пътя, № на пътя, населено място) |
| -------------------------------------------------------------------------- | ---- | ------------------------------------------------------------------------- |
| Община Габрово, I-5, 140,4 km, с. Донино →                                 | 0,0  | → с. Донино, 140,4 km, I-5, Община Габрово                                |
| (за с. Ангелов) общински път, с. Донино ←                                  | 0,6  | с. Донино                                                                 |
| (за с. Ангелов) общински път ←                                             | 3,8  |                                                                           |
|                                                                            | 4,6  | → общински път (за селата Джумриите, Мичковци и Узуните)                  |
| (за с. Кметчета) общински път, с. Велковци ←                               | 7    | с. Велковци                                                               |
| (за с. Иглика) общински път ←                                              | 8,3  |                                                                           |
| Община Дряново                                                             | 9,7  | Община Дряново                                                            |
| (до гр. Дряново) III-4041, 25 km, с. Скалско ←                             | 11,3 | ← с. Скалско, 25 km, III-4041 (от гр. Севлиево)                           |
| с. Славейково                                                              | 13,9 | с. Славейково                                                             |
| (от 343,9 km на I-6) III-609, 80,2 km, с. Гостилица →                      | 16,7 | → с. Гостилица, 80,2 km, III-609 (до 3,7 km на III-406)                   |